# Día nacional
El día nacional es la fecha de mayor significación que una nación simbólicamente adopta y por medio de la cual promueve la unidad de todos sus ciudadanos.
Algunas recuerdan fechas de tal trascendencia que además de ser de importantes para las naciones en cuestión lo son también para la Humanidad entera (por ejemplo, el 14 de julio, fiesta nacional francesa, en que se recuerda la Revolución francesa, con el acto simbólico que significó la Toma de la Bastilla en 1789; o el 12 de octubre, fiesta nacional española en que se recuerda la llegada de Cristóbal Colón a América en 1492). Para muchos países la fiesta nacional es su respectivo Día de la Independencia.

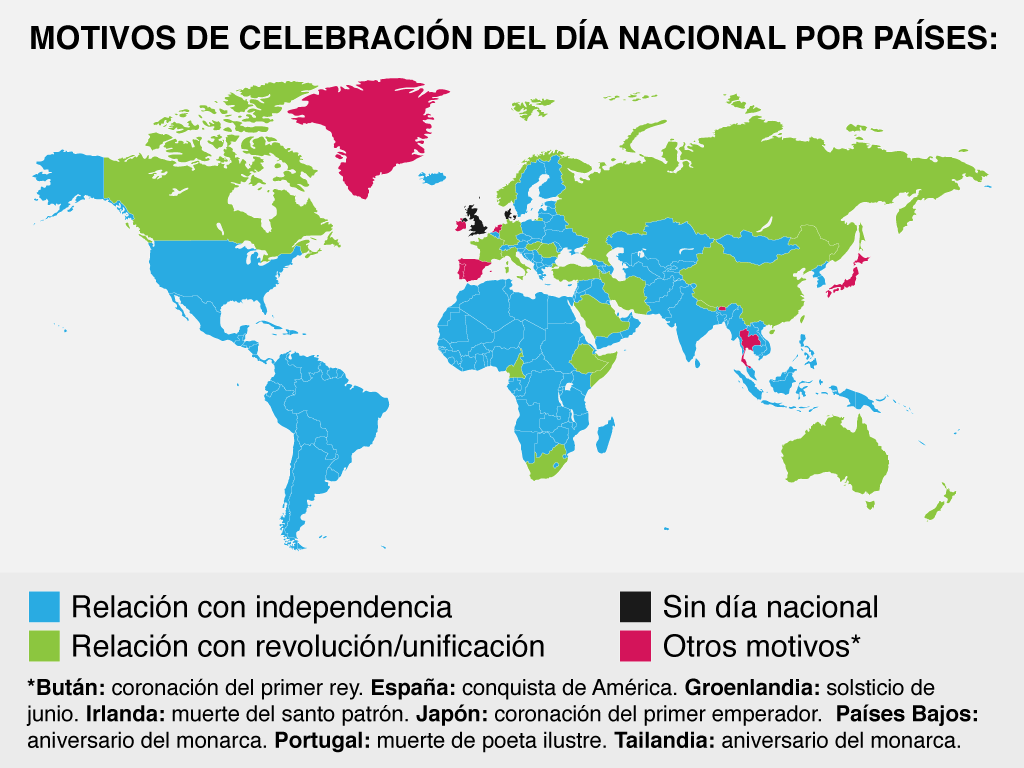
Motivos de celebración del día nacional por países.

## Días nacionales
| Fecha            | País                                     | Celebración                                                                                   |
| ---------------- | ---------------------------------------- | --------------------------------------------------------------------------------------------- |
| 1 de enero       | Cuba                                     | Triunfo de la Revolución Cubana                                                               |
| 1 de enero       | Haití                                    | Día de Haití                                                                                  |
| 1 de enero       | Sudán                                    | Día de la Independencia                                                                       |
| 26 de enero      | Australia                                | Día de Australia                                                                              |
| 26 de enero      | India                                    | Día de la República                                                                           |
| 31 de enero      | Nauru                                    | Día de la Independencia                                                                       |
| 4 de febrero     | Sri Lanka                                | Día de la Independencia                                                                       |
| 6 de febrero     | Nueva Zelanda                            | Día de Waitangi                                                                               |
| 11 de febrero    | Ciudad del Vaticano                      | Pactos de Letrán; independencia del Reino de Italia                                           |
| 11 de febrero    | Irán                                     | Triunfo de la Revolución Iraní                                                                |
| 11 de febrero    | Japón                                    | Día de la Fundación Nacional                                                                  |
| 13 de febrero    | Escocia                                  | Día de Escocia                                                                                |
| 15 de febrero    | Serbia                                   | Día Nacional                                                                                  |
| 16 de febrero    | Lituania                                 | Primera Declaración de Independencia                                                          |
| 17 de febrero    | Kosovo                                   | Declaración de independencia de Kosovo                                                        |
| 18 de febrero    | Gambia                                   | Día de la Independencia                                                                       |
| 24 de febrero    | Estonia                                  | Primera Declaración de Independencia                                                          |
| 25 de febrero    | Kuwait                                   | Día Nacional                                                                                  |
| 27 de febrero    | República Dominicana                     | Día de la Independencia de la República Dominicana                                            |
| 1 de marzo       | Gales                                    | Día de Gales                                                                                  |
| 3 de marzo       | Bulgaria                                 | Día de la Liberación, autonomía del Imperio otomano en 1878                                   |
| 6 de marzo       | Ghana                                    | Día de la Independencia                                                                       |
| 12 de marzo      | Mauricio                                 | Día de la Independencia                                                                       |
| 15 de marzo      | Hungría                                  | Conmemoración de la Revolución de 1848 en Hungría                                             |
| 17 de marzo      | Irlanda                                  | Día de San Patricio                                                                           |
| 20 de marzo      | Túnez                                    | Día de la Independencia                                                                       |
| 25 de marzo      | Grecia                                   | Grito de Independencia de Grecia                                                              |
| 26 de marzo      | Bangladés                                | Día de la Independencia                                                                       |
| 23 de abril      | Inglaterra                               | Día de San Jorge                                                                              |
| 27 de abril      | Países Bajos                             | Día del Rey                                                                                   |
| 27 de abril      | Sierra Leona                             | Día de la Independencia                                                                       |
| 27 de abril      | Sudáfrica                                | Día de la Libertad                                                                            |
| 27 de abril      | Togo                                     | Día de la Independencia                                                                       |
| 3 de mayo        | Polonia                                  | Día de la Constitución del 3 de mayo                                                          |
| 3 de mayo        | Irlanda del Norte                        | Día de Irlanda del Norte                                                                      |
| 9 de mayo        | Unión Europea (como unión supranacional) | Día de Europa                                                                                 |
| 14 de mayo       | Paraguay                                 | Día de la independencia                                                                       |
| 17 de mayo       | Noruega                                  | Día de la Constitución "Grunnlovsdag"                                                         |
| 25 de mayo       | Argentina                                | Día de la Revolución de Mayo                                                                  |
| 25 de mayo       | Jordania                                 | Día de la Independencia                                                                       |
| 26 de mayo       | Georgia                                  | Día de la Independencia                                                                       |
| 28 de mayo       | Nepal                                    | Día de la República                                                                           |
| 2 de junio       | Italia                                   | Fiesta de la República Italiana                                                               |
| 5 de junio       | Dinamarca                                | Día de la Constitución Grundlovsdag                                                           |
| 6 de junio       | Suecia                                   | Día Nacional de Suecia                                                                        |
| 10 de junio      | Portugal                                 | Día de Portugal, de Camões y de las Comunidades Portuguesas                                   |
| 12 de junio      | Filipinas                                | Día de la Independencia                                                                       |
| 12 de junio      | Rusia                                    | Día de Rusia Declaración de Independencia de la Federación Rusa respecto a la Unión Soviética |
| 17 de junio      | Islandia                                 | Día Nacional                                                                                  |
| 21 de junio      | Groenlandia                              | Solsticio de Verano; autogobierno de Groenlandia                                              |
| 23 de junio      | Luxemburgo                               | Cumpleaños oficial del gran duque de Luxemburgo                                               |
| 25 de junio      | Mozambique                               | Día de la Independencia                                                                       |
| 26 de junio      | Madagascar                               | Día de la Independencia                                                                       |
| 27 de junio      | Yibuti                                   | Día de la Independencia                                                                       |
| 29 de junio      | Seychelles                               | Día de la Independencia                                                                       |
| 30 de junio      | República Democrática del Congo          | Día de la Independencia                                                                       |
| 1 de julio       | Burundi                                  | Día de la Independencia                                                                       |
| 1 de julio       | Canadá                                   | Día de Canadá                                                                                 |
| 1 de julio       | Somalia                                  | Día de la Independencia                                                                       |
| 1 de julio       | Ruanda                                   | Día de la Independencia                                                                       |
| 1 de julio       | Hong Kong                                | Transferencia de soberanía de Hong Kong                                                       |
| 4 de julio       | Estados Unidos                           | Día de la Independencia                                                                       |
| 5 de julio       | Argelia                                  | Día de la Independencia                                                                       |
| 5 de julio       | Venezuela                                | Día de la Independencia                                                                       |
| 6 de julio       | Comoras                                  | Día de la Independencia                                                                       |
| 6 de julio       | Malaui                                   | Día de la Independencia                                                                       |
| 9 de julio       | Argentina                                | Día de la Declaración de la Independencia                                                     |
| 9 de julio       | Sudán del Sur                            | Día de la Independencia                                                                       |
| 10 de julio      | Bahamas                                  | Día de la Independencia                                                                       |
| 14 de julio      | Francia                                  | Fiesta nacional: aniversario de la toma de la Bastilla                                        |
| 18 de julio      | Uruguay                                  | Jura de la Constitución                                                                       |
| 20 de julio      | Colombia                                 | Grito de Independencia de Colombia                                                            |
| 21 de julio      | Bélgica                                  | Día de la inauguración del primer rey de los belgas                                           |
| 26 de julio      | Liberia                                  | Día de la Independencia                                                                       |
| 26 de julio      | Maldivas                                 | Día de la Independencia                                                                       |
| 28 de julio      | Perú                                     | Día de la Independencia del Perú                                                              |
| 1 de agosto      | Suiza                                    | Fiesta Nacional de Suiza                                                                      |
| 6 de agosto      | Bolivia                                  | Día de la Declaración de la Independencia                                                     |
| 6 de agosto      | Jamaica                                  | Día de la Independencia                                                                       |
| 7 de agosto      | Colombia                                 | Batalla de Boyacá                                                                             |
| 10 de agosto     | Ecuador                                  | Primer Grito de Independencia                                                                 |
| 14 de agosto     | Pakistán                                 | Día de la Independencia de Pakistán                                                           |
| 15 de agosto     | Liechtenstein                            | Fiesta Nacional de Liechtenstein                                                              |
| 15 de agosto     | India                                    | Día de la Independencia de la India                                                           |
| 15 de agosto     | Corea del Sur                            | Día de la Liberación de Corea                                                                 |
| 15 de agosto     | Paraguay                                 | Día de la Fundación de Asunción                                                               |
| 17 de agosto     | Indonesia                                | Día de la Independencia de Indonesia                                                          |
| 19 de agosto     | Afganistán                               | Día de la Independencia                                                                       |
| 25 de agosto     | Uruguay                                  | Declaratoria de la Independencia                                                              |
| 27 de agosto     | Moldavia                                 | Día de la Independencia                                                                       |
| 31 de agosto     | Malasia                                  | Día de la Independencia                                                                       |
| 1 de septiembre  | Uzbekistán                               | Día de la Independencia                                                                       |
| 2 de septiembre  | Vietnam                                  | Día Nacional                                                                                  |
| 3 de septiembre  | San Marino                               | Festividad de Marino diácono                                                                  |
| 6 de septiembre  | Suazilandia                              | Día de la Independencia                                                                       |
| 7 de septiembre  | Brasil                                   | Día de la Independencia de la República Federativa de Brasil                                  |
| 8 de septiembre  | Andorra                                  | Día de Nuestra Señora de Meritxell                                                            |
| 8 de septiembre  | Macedonia del Norte                      | Día de la Independencia                                                                       |
| 9 de septiembre  | Tayikistán                               | Día de la Independencia                                                                       |
| 15 de septiembre | Costa Rica                               | Día de la Independencia de Centroamérica                                                      |
| 15 de septiembre | El Salvador                              | Día de la Independencia de Centroamérica                                                      |
| 15 de septiembre | Guatemala                                | Día de la Independencia de Centroamérica                                                      |
| 15 de septiembre | Honduras                                 | Día de la Independencia de Centroamérica                                                      |
| 15 de septiembre | Nicaragua                                | Día de la Independencia de Centroamérica                                                      |
| 16 de septiembre | México                                   | Día de la Independencia de México                                                             |
| 16 de septiembre | Papúa Nueva Guinea                       | Día de la Independencia                                                                       |
| 18 de septiembre | Chile                                    | Día de la primera Junta de Gobierno                                                           |
| 21 de septiembre | Armenia                                  | Día de la Independencia                                                                       |
| 21 de septiembre | Belice                                   | Día de la Independencia                                                                       |
| 23 de septiembre | Arabia Saudita                           | Día de la Unificación del Reino                                                               |
| 1 de octubre     | China                                    | Día de la República Popular China                                                             |
| 1 de octubre     | Nigeria                                  | Día de la Independencia                                                                       |
| 3 de octubre     | Alemania                                 | Día de la Unidad Alemana                                                                      |
| 8 de octubre     | Croacia                                  | Día de la Independencia                                                                       |
| 9 de octubre     | Uganda                                   | Día de la Independencia                                                                       |
| 10 de octubre    | República de China                       | Doble Diez                                                                                    |
| 12 de octubre    | España                                   | Fiesta Nacional de España; conmemoración del Descubrimiento de América                        |
| 26 de octubre    | Austria                                  | Día Nacional                                                                                  |
| 27 de octubre    | Turkmenistán                             | Día de la Independencia                                                                       |
| 28 de octubre    | República Checa                          | Día de la Independencia                                                                       |
| 29 de octubre    | Turquía                                  | Día de la República                                                                           |
| 1 de noviembre   | Antigua y Barbuda                        | Día de la Independencia                                                                       |
| 1 de noviembre   | Argelia                                  | Día de la Revolución                                                                          |
| 3 de noviembre   | Panamá                                   | Separación de Panamá de Colombia                                                              |
| 6 de noviembre   | Rusia                                    | Revolución Rusa                                                                               |
| 11 de noviembre  | Angola                                   | Día de la Independencia                                                                       |
| 11 de noviembre  | Polonia                                  | Día de la Independencia                                                                       |
| 18 de noviembre  | Letonia                                  | Primera Declaración de Independencia                                                          |
| 18 de noviembre  | Marruecos                                | Día de la Independencia                                                                       |
| 18 de noviembre  | Omán                                     | Día Nacional                                                                                  |
| 19 de noviembre  | Mónaco                                   | Fiesta Nacional de Mónaco                                                                     |
| 20 de noviembre  | México                                   | Día de la Revolución mexicana                                                                 |
| 22 de noviembre  | Líbano                                   | Día de la Independencia                                                                       |
| 25 de noviembre  | Surinam                                  | Día de la Independencia                                                                       |
| 28 de noviembre  | Albania                                  | Día de la Independencia y Liberación                                                          |
| 1 de diciembre   | Rumania                                  | Fiesta Nacional de Rumanía                                                                    |
| 2 de diciembre   | EAU                                      | Día Nacional                                                                                  |
| 5 de diciembre   | Tailandia                                | Fiesta Nacional de Tailandia                                                                  |
| 6 de diciembre   | Finlandia                                | Día de la Independencia                                                                       |
| 6 de diciembre   | España                                   | Día de la Constitución Española                                                               |
| 9 de diciembre   | Tanzania                                 | Día de la Independencia                                                                       |
| 12 de diciembre  | Kenia                                    | Día de la Independencia                                                                       |
| 16 de diciembre  | Baréin                                   | Día Nacional                                                                                  |
| 16 de diciembre  | Kazajistán                               | Día de la Independencia                                                                       |
| 18 de diciembre  | Catar                                    | Día Nacional                                                                                  |
| 20 de diciembre  | Macao                                    | Transferencia de la soberanía de Macao                                                        |
| 24 de diciembre  | Libia                                    | Día de la Independencia                                                                       |
| 26 de diciembre  | Eslovenia                                | Día de la Independencia y la Uniformidad                                                      |

### Días nacionales móviles
- Israel: Día de la Independencia de Israel, celebrado el día 5 de Iyar del calendario hebreo, es decir entre el 15 de abril y 15 de mayo de cada año.